# Boston College
Le Boston College (BC) est une université privée, située à Chestnut Hill, dans l'État du Massachusetts, à 10 km du centre de Boston.
Fondée en 1827, son campus est l'un des plus anciens exemples de néogothique en Amérique du Nord. Elle est créée en réaction aux discriminations faites aux étudiants catholiques et sa charte de 1863 dispose qu'elle est ouverte à toutes les confessions et même aux athées.
Elle a un aigle pour emblème, ce qui explique que les étudiants de BC soient parfois surnommés « the eagles ».
Elle dispose de plusieurs journaux étudiants, le plus important étant The Heights, qui paraît depuis 1919.
Dans le domaine sportif, les Eagles de Boston College défendent les couleurs de l'université au sein de la NCAA Division I FBS. Son budget opérationnel pour l'année 2008-2009 était d'environ 670 millions de dollars.

## Histoire
La création de l'université est due aux aspirations de Benedict J. Fenwick, évêque jésuite de Boston, de fonder un établissement d'enseignement supérieur à Boston.
En 1827, Benedict Fenwick ouvrit une école près de sa cathédrale, mais il dut la déménager hors de la ville car les relations avec les autorités protestantes de Boston étaient loin d'être bonnes.
En 1857, John McElroy reprit le projet d'un collège jésuite à Boston et ouvrit un établissement au sud de la ville sur Harrison Street. Il l'appela Boston College. Mais cette école fut éphémère et ferma ses portes deux ans plus tard, car les autorités du Massachusetts refusaient toujours d'accorder une charte jusqu'en 1863 ; à cette date, Johannes Bapst, premier directeur de l'institution, voulut rouvrir le collège sur Harison Street. À la fin du XIXe siècle, on comptait 500 étudiants, si bien qu'en 1927, le lycée (Boston College High School) se sépara de l'université.
En 1907, le directeur Thomas I. Gasson, fit acheter la ferme Lawrence sur Chestnut Hill, afin de transférer l'institution en pleine expansion. Il mit au concours le projet du nouveau campus qui fut remporté par Charles Donagh Maginnis. En 1926, le Boston College conféra son premier diplôme à une femme. Le XXe siècle fut marqué par les manifestations étudiantes contre la guerre du Viêt Nam.
En 1974, le Boston College acquit le campus du Newton College of the Sacred Heart (162 000 m²) pour accueillir la population estudiantine en plein essor.
Le Boston College entretient des liens privilégiés avec le lycée Boston College High School, une preparatory school émanant de l'université, autonome depuis 1927.
Le 10 juin 2009, le Boston College a reçu une autorisation du maire de Boston, Thomas Menino, pour son Boston College Master Plan, un projet de rénovation et d'agrandissement de l'université sur dix ans dont le budget prévisionnel est de 1,6 milliard de dollars.

## Scolarité
Le Boston College est régulièrement classé parmi les quarante meilleures universités du pays (classée 16e au classement 2009 des meilleurs colleges du site Forbes.com et 31e selon le classement America's Best Colleges 2011 de l'U.S. News & World Report). En 1956, John F. Kennedy qualifia l'université, dans un discours au Boston College, de Jesuit Ivy, en référence à la Ivy League, groupe de huit universités parmi les plus prestigieuses du pays, établie en 1954. Elle a également été incluse en 2006 dans la liste des 25 new ivies de Newsweek. D'après le numéro du 18 mai 2010 du Financial Times le MBA de BC est l'un des 50 meilleurs du monde.
La scolarité a lieu durant les quatre premières années au sein d'un ou de plusieurs des colleges et écoles du BC, ce qui permet l'obtention d'un bachelor of arts, le master s'obtient en deux ans après ce dernier. Par la suite, il est possible de suivre un programme doctoral amenant, entre autres, au doctorat (Ph.D.).

## Vie sur le campus
Le campus de 710 000 m2 se trouve à Chestnut Hill, à moins de 10 kilomètres de la ville de Boston et comprend plus de 120 bâtiments. Il est inscrit au Registre national des lieux historiques (en français : le « Registre national des sites historiques ») des États-Unis. C'est un des plus anciens et des plus importants campus de style gothique des États-Unis, inspiré par l'université d'Oxford, son campus a lui-même été une source d'inspiration pour les campus de plusieurs universités américaines, dont Princeton, Yale et Duke.
Le Boston College dispose également de huit bibliothèques, comprenant plus de deux millions d'ouvrages, en ajoutant les documents administratifs, journaux, papyrus etc. La collection s'élève à environ 12 millions d'objets.
L'université possède son propre musée, le McMullen Museum of Art, qui expose des œuvres de Edvard Munch, Amedeo Modigliani, Frank Stella, Françoise Gilot, John LaFarge, Jackson Pollock... L'entrée est gratuite et ouverte au public extérieur à l'établissement.
Avec plus d'une centaine de jésuites sur le campus, parmi les enseignants, les membres de l'encadrement, mais aussi les étudiants, le Boston College est l'une des communautés jésuites les plus importantes du monde. L'église affiliée à l'université est d'ailleurs l'église Saint-Ignace-de-Loyola, du nom du fondateur de la Compagnie de Jésus.
Le Boston College est représenté sur le plan sportif par les Eagles de Boston College membres de l'Atlantic Coast Conference dans la National Collegiate Athletic Association. Toutes ses équipes sont en première division de la NCAA. Le programme sportif de football américain entretient une rivalité sportive avec le Fighting Irish de Notre Dame dénommée la Holy War. Les autres rivaux sont les Tigers de Clemson, les Crusaders de Holy Cross, les Minutemen de UMass et les Hokies de Virginia Tech. Le stade de football américain, l'Alumni Stadium, comporte 44 500 places et a été inauguré le 21 septembre 1957.
Le Conte Forum est à la fois une salle de basket-ball de plus de 8 600 places et une patinoire de (7 884 places pour l'équipe de hockey sur glace laquelle a été championne nationale à quatre reprises (1949, 2001, 2008, 2010).

## Élèves et professeurs célèbres
Les personnes affiliées à Boston College sont surnommées Heightsmen, Heightswomen, Heightsonians ou Eagles, parmi celles-ci :
- John Forbes Kerry, sénateur, candidat démocrate à l'élection présidentielle américaine de 2004
- Tip O'Neill, démocrate, président de la Chambre des représentants des États-Unis (1977-1987)
- Scott Brown, sénateur républicain
- Maurice J. Tobin, démocrate, secrétaire au travail (1948-1953), gouverneur du Massachusetts (1945-1947), maire de Boston (1938-1945)
- Margaret Heckler, républicaine, secrétaire à la Santé et aux services sociaux des États-Unis (1983-1985), membre de la chambre des représentants (1967-1983)
- Nicholas Burns, républicain, sous secrétaire d'état aux Affaires politiques (2005-2008)
- John F. Fitzgerald, démocrate, maire de Boston (1906-1914), membre de la chambre des représentants (1895-1901, 1919), grand-père de John F. Kennedy
- James Michael Curley, démocrate, gouverneur du Massachusetts (1935-1937), maire de Boston (à 4 reprises entre 1914 et 1950), membre de la chambre des représentants (1911-1914, 1943-1947)
- Paul Cellucci, républicain, gouverneur du Massachusetts (1997-2001), ancien ambassadeur
- William Henry O'Connell, cardinal, archevêque de Boston (1911-1944)
- Richard Cushing, cardinal, archevêque de Boston (1944-1970)
- John Hume, prix Nobel de la paix (1998)
- Kathleen Corbet, femme d'affaires, présidente de Standard & Poor's (2004-2007)
- Harry Markopolos, analyste financier
- Chuck Hogan, écrivain, auteur de Prince of Thieves sur lequel est basé le film The Town, réalisé par Ben Affleck
- Ellis Paul, musicien
- Elliot Silverstein, réalisateur et producteur de cinéma
- Leonard Nimoy, acteur
- Amy Poehler, actrice
- Chris O'Donnell, acteur
- Thomas McCarthy, acteur
- Elisabeth Hasselbeck, présentatrice ABC
- Nathan Gerbe, joueur de hockey sur glace
- Harold Vincent Connolly, champion olympique de lancer du marteau (1956)
- Jared Dudley, joueur de basket-ball dans la NBA
- Gretchen Andrew, artiste contemporaine américaine
- Doug Flutie, joueur de football américain
- Matt Ryan, joueur de football américain
- Jack Ryan, fictif, personnage des romans de Tom Clancy
- Frank Galvin, fictif, avocat incarné par Paul Newman dans Le Verdict  (1982)
- Alejandro Bedoya, joueur international américain de soccer évoluant au FC Nantes
- Johnny Gaudreau, NHL player Flames de Calgary (Jhonny Hockey)
- Tilla Weinstein, née Savanuck (1934-2002), mathématicienne américaine, féministe.
- John Wieners poète de la Beat Generation
- Maria Leipelt, résistante allemande au nazisme

## Galerie

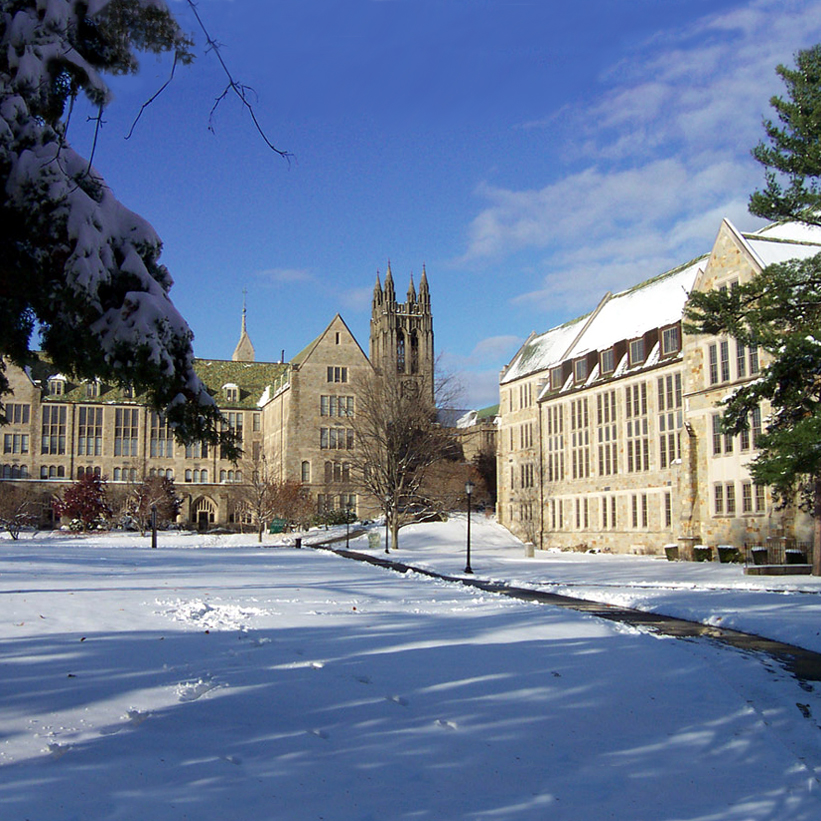
Boston College sous la neige.
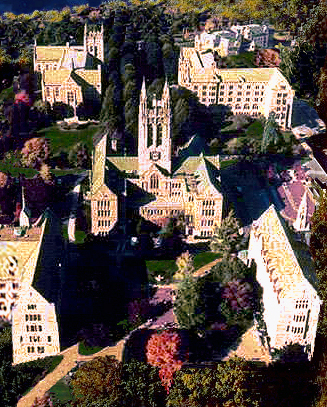
Vue du Boston College.
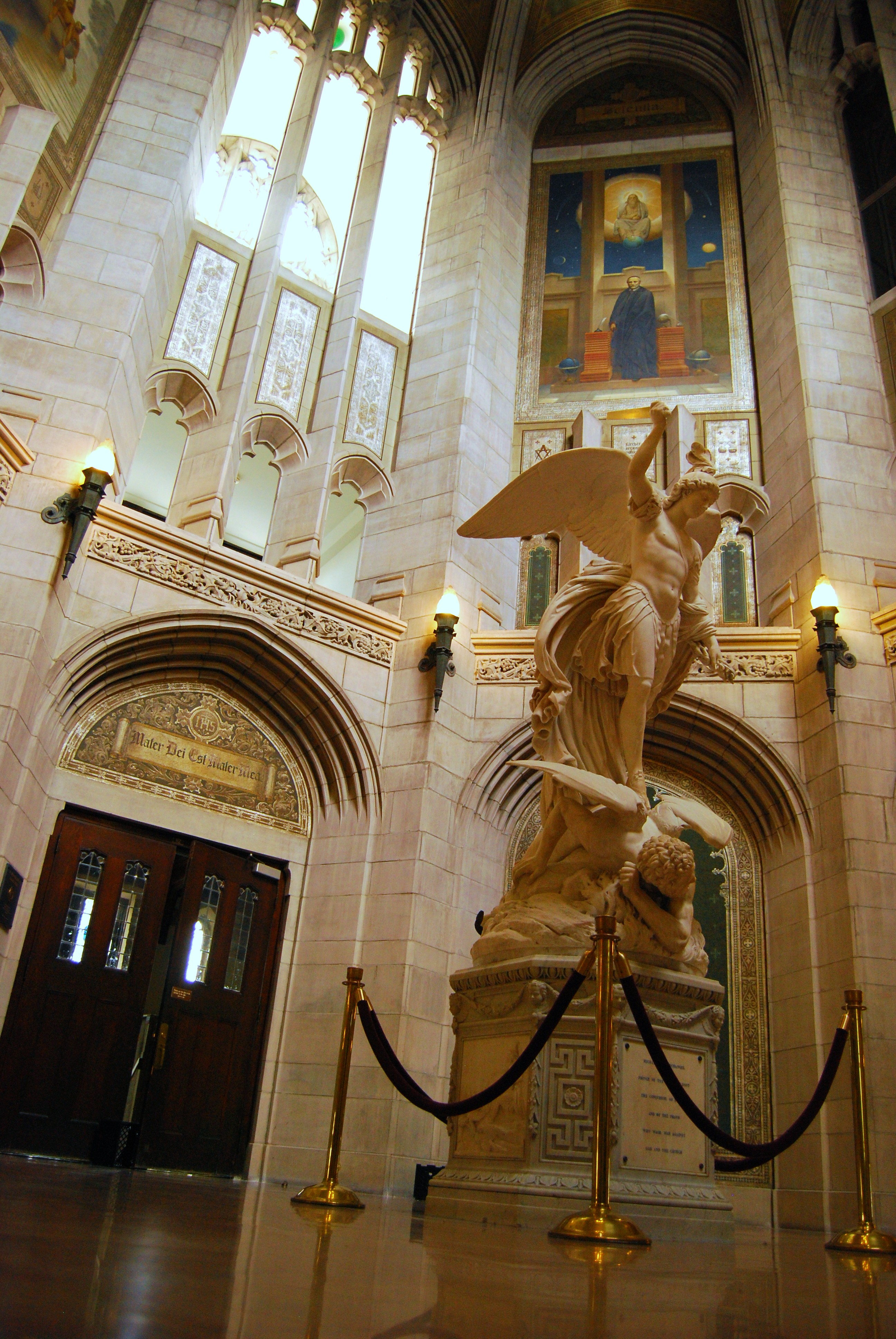
Gasson Hall.
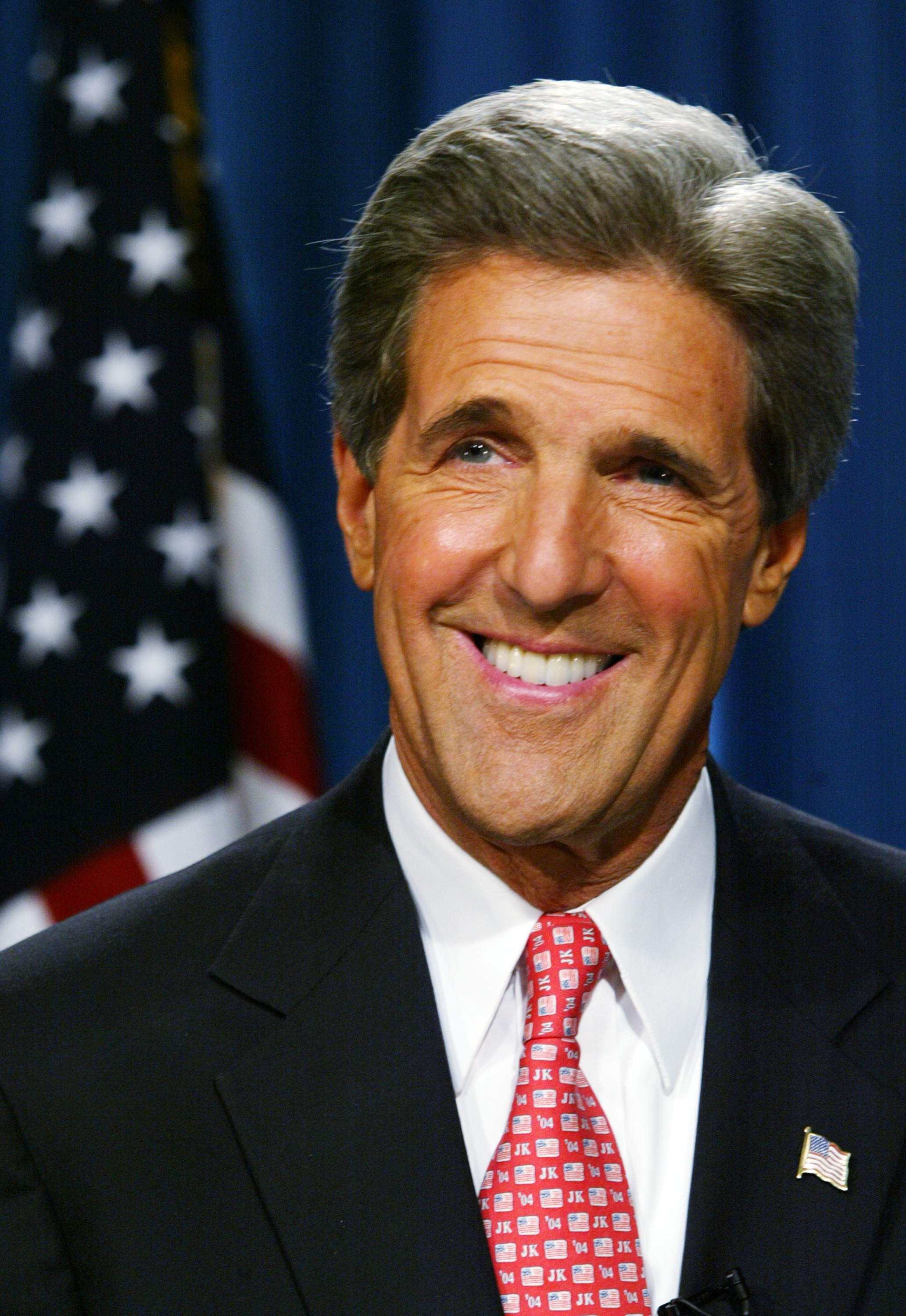
John Kerry
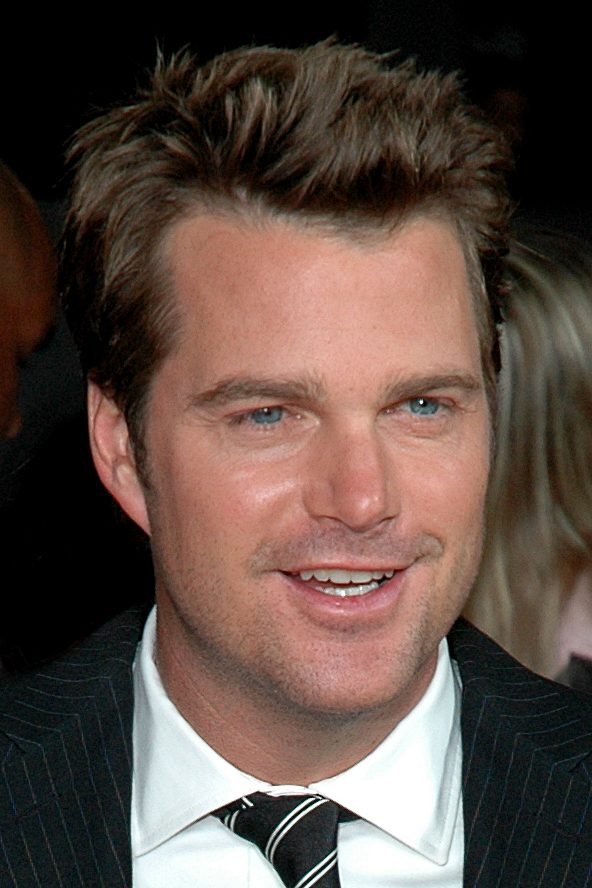
Chris O'Donnell